# Halictus magnus
Halictus magnus är en biart som beskrevs av Ebmer 1980. Halictus magnus ingår i släktet bandbin, och familjen vägbin. Inga underarter finns listade i Catalogue of Life.